# Esteban Vladislav
Esteban III Vladislav I Nemanjić (en serbio: Stefan Radoslav I; serbio cirílico: Стефан Владислав I; c. 1200 - 1269) fue rey del estado medieval serbio desde 1233 a 1243. Era hijo de Esteban I Nemanjić Prvovenčani y nieto del gran príncipe Stefan Nemanja y Ana, la nieta de Enrico Dandolo, dux de Venecia.
Vladislav derrocó a su hermanastro mayor, el rey Stefan Radoslav, con la ayuda de su suegro Iván Asen II de Bulgaria, adoptando el nombre real de Stefan. Con este cambio se sustituyó la influencia del Despotado de Epiro que caracterizó el reinado del primero por una mayor presencia búlgara en la política serbia. Stefan Vladislav asumió el trono de Serbia tras de ser coronado por su tío, el arzobispo de Serbia San Sava. En 1237, Vladislav trasladó el cuerpo de San Sava desde Tarnovo, lugar en el que había muerto, al monasterio de Mileševa.
Después de la muerte de su suegro Iván Asen II, durante la invasión mongola de Batu Kan en Europa Central y durante la primavera de 1243, Stefan Vladislav fue derrocado por su hermano menor, Stefan Uroš. El nuevo rey se cree que le permitió gobernar el Principado de Zeta, o en cualquier caso, no le apartó completamente de un papel activo en el gobierno.
De su matrimonio con Beloslava de Bulgaria, hija de Iván Asen II, Stefan Vladislav tuvo tres hijos: Stefan, Desa (que alcanzaría el título de župan) y una hija de nombre desconocido que se cree que se casó con un noble de los Balcanes. Tras su muerte, acontecida no antes de 1264, sus restos fueron también depositados en el monasterio de Mileševa.